# Idioneura
Idioneura is een geslacht van libellen (Odonata) uit de familie van de Protoneuridae.

## Soorten
Idioneura omvat 2 soorten:
- Idioneura ancilla Selys, 1860
- Idioneura celioi Lencioni, 2009